# Уйгуры в Казахстане

Уйгурский театр в Алма-Ате

Уйгуры в Казахстане являются четвёртым по численности народом республики. На начало 2022 года в Казахстане, согласно официальной оценке, проживало 283 102 этнических уйгуров, что составляло 1,48 % населения страны.

## История
Вместе с дунганами уйгуры впервые начали селиться на территории Казахстана в 1860—1880-х годах, после подавления уйгурского восстания в Китае. Вместе с тем часть казахов Семиречья откочевала в уйгурские земли Восточного Туркестана после подавления восстания 1916 года.

### В раннем СССР
В 1926—1938 годах в Казахстане существовали (как и других республиках СССР) ряд национальных районов (на правах автономий), в том числе 10 русских, 2 украинских (Атбасарский и Сталинский/Зерендинский в Акмолинской области), и 2 уйгурских национальных района (Уйгурский и Чиликский).
Однако, 17 декабря 1937 года Политбюро ЦК ВКП(б) утвердило постановление «О ликвидации национальных районов и сельсоветов», в котором говорилось, что существование национальных районов и сельсоветов «не оправдывается национальным составом их населения», кроме того, специальная проверка выяснила, что «многие из этих районов были созданы врагами народа с вредительскими целями». В итоге национальные районы и сельсоветы были реорганизованы в обычные районы и сельсоветы.

#### Национальный состав районов Алма-Атинской области Казахской ССР на 1939 год[3]
Уйгурский район по переписи 1939 г.
| Национальность / район (населенный пункт)                                              | Численность | Численность               | Численность |
| Национальность / район (населенный пункт)                                              | весь район  | село Подгорное (райцентр) | прочие сёла |
| Всего                                                                                  | 18.242      | 1.898                     | 16.344      |
| Уйгуры                                                                                 | 10.010      | 470                       | 9.540       |
| Казахи                                                                                 | 4.277       | 370                       | 3.907       |
| Русские                                                                                | 3.105       | 945                       | 2.160       |
| Украинцы                                                                               | 390         | 45                        | 345         |
| Белорусы                                                                               | 38          | 1                         | 37          |
| Татары                                                                                 | 127         | 29                        | 98          |
| Немцы                                                                                  | 15          | 4                         | 11          |
| Корейцы                                                                                | 15          | 3                         | 12          |
| Прочие (для областей, где население распределено ТОЛЬКО по НЕСКОЛЬКИМ национальностям) | 265         | 31                        | 234         |

Чиликский район по переписи 1939 г.
| Национальность / район (населенный пункт)                                              | Численность | Численность           | Численность |
| Национальность / район (населенный пункт)                                              | весь район  | село Чилик (райцентр) | прочие сёла |
| Всего                                                                                  | 20.105      | 6.440                 | 13.665      |
| Казахи                                                                                 | 7.412       | 1.240                 | 6.172       |
| Уйгуры                                                                                 | 5.754       | 1.240                 | 4.514       |
| Русские                                                                                | 5.571       | 3.382                 | 2.189       |
| Украинцы                                                                               | 407         | 233                   | 174         |
| Белорусы                                                                               | 104         | 5                     | 99          |
| Татары                                                                                 | 167         | 88                    | 79          |
| Немцы                                                                                  | 22          | 20                    | 2           |
| Корейцы                                                                                | 24          | 23                    | 1           |
| Прочие (для областей, где население распределено ТОЛЬКО по НЕСКОЛЬКИМ национальностям) | 644         | 209                   | 435         |

Енбекшиказахский район по переписи 1939 г.
| Национальность / район (населенный пункт)                                              | Численность | Численность           | Численность |
| Национальность / район (населенный пункт)                                              | весь район  | село Иссык (райцентр) | прочие сёла |
| Всего                                                                                  | 34.471      | 7.161                 | 27.310      |
| Русские                                                                                | 15.991      | 4.630                 | 11.361      |
| Казахи                                                                                 | 9.615       | 1.431                 | 8.184       |
| Уйгуры                                                                                 | 3.622       | 54                    | 3.568       |
| Украинцы                                                                               | 1.614       | 466                   | 1.148       |
| Немцы                                                                                  | 1.181       | 212                   | 969         |
| Поляки                                                                                 | 647         |                       | 647         |
| Белорусы                                                                               | 402         | 16                    | 386         |
| Корейцы                                                                                | 276         | 32                    | 244         |
| Татары                                                                                 | 232         | 93                    | 139         |
| Прочие (для областей, где население распределено только по нескольким национальностям) | 1538        | 227                   | 1311        |

### В СССР после Сталина
В период открытых границ между СССР и КНР в 1960-х и 1970-х годах в Казахскую ССР прибыли 2 новые волны уйгурских переселенцев, расселившихся в основном в сёлах и райцентрах Алматинской и Талды-Курганской областей.
Число уйгуров в республике росло быстрыми темпами. По переписи 1989 года в республике проживало 180 тысяч уйгуров (1,1 % населения республики).
Уйгуры составляли 7,8 % населения Алматинской области в её современных границах и 3,5 % населения Алма-Аты. По переписи 1999 года их численность достигла 210 тысяч (1,4 % населения), при этом в Уйгурском районе Алматинской области уйгуры составляли большинство населения (56 %, 27 кишлаков). По области доля уйгуров поднялась до 9 %, в Алма-Ате достигла 5,8 %.

### В независимом Казахстане
Перепись населения Казахстана 2009 года зафиксировала на начало 2010 года присутствие в стране 227 000 уйгуров, что составляло 1,39 % населения всей страны. Сохраняется довольно высокий естественный прирост, сельское население преобладает, хотя миграция уйгуров в города области усилилась. Уйгуры Казахстана как правило трёхъязычны, хорошо владеют русским и казахским языками. В республике с советских времён сохраняется сеть уйгурских школ. В 2012 году 14 школ республики были исключительно уйгуроязычными. Кроме этого, в рамках образовательной программы, а также факультативно и/или как самостоятельный предмет уйгурский язык изучали 4 076 детей уйгурской национальности, обучавшихся на других языках. Издаётся уйгурская газета «Уйғур авази». Действует Государственный республиканский уйгурский театр музыкальной комедии имени К. Кужамьярова, в городе Алматы.
На начало 2020 года численность казахстанских уйгур равнялась 274 509 человек (1,47 % населения страны).
Темпы естественного прироста населения среди уйгуров выше, чем у курдов, азербайджанцев и турок, однако ниже, чем у казахов или узбеков. По переписи населения Казахстана 2021 года уйгуров в стране было 290 337 человек

## Известные уйгуры Казахстана
- Таипов, Мурдин Таипович (1918—1998) — участник Великой Отечественной войны, «Халык Кахарманы».
- Хасанов, Фархад Таипович (1936—2013) — председатель общества культуры уйгуров РК, член национального совета при президенте РК.
- Абдуллин, Хизмет Миталипович (1925—1986) — уйгурский советский писатель.
- Искандеров, Изим (1906—1970) — уйгурский советский писатель.
- Самеди, Зия (1914—2000) — уйгурский советский поэт.
- Розыбакиев, Абдулла Ахметович (1897—1938) — советский партийный и общественный деятель, участник борьбы за установление советской власти в Семиречье.
- Ахмадиев, Мурат Абдуреимович (род. в 1950) — музыкальный исполнитель, солист ансамбля «Яшлык» (уйг. Молодость‎), бывший руководитель уйгурского театра, ныне депутат парламента РК.
- Рузиев, Машур (род. в 1902 — год смерти неизвестен) — уйгурский советский писатель.[10]
- Мухлиси, Юсупбек (1920—2004) — уйгурский писатель, уроженец Китая, эмигрировал в Казахстан, бывший член АН СУАР, лидер ОНРФВТ.[11][12][13]
- Акимбек, Азат — представитель древнего уйгурского княжеского рода, обладатель одной из лучших частных коллекций антиквариата в Центральной Азии.[14]
- Садвакасов, Гожахмет Садвакасович (1929—1991) — филолог-уйгуровед.
- Избакиев, Абдулла Тохтарович (1914—1990) — советский партийный и общественный деятель, первый заместитель министра внутренних дел Казахской ССР.
- Насыров, Мурат Исмаилович (1969—2007) — казахстанский и российский эстрадный певец, автор песен.
- Юсупов, Исмаил Абдурасулович (1914—2005) — советский партийный и государственный деятель, с 1962 по 1964 год был первым секретарем ЦК Компартии Казахстана.
- Куддус Ходжамьярович Кужамьяров (1918—1994) — уйгурский советский, казахстанский, композитор, педагог, общественный деятель, основатель уйгурской профессиональной музыки. Народный артист СССР (1987).
- Долятов, Абдумежит Шерипидинулы (1949—2008) — уйгурский поэт и журналист, автор песен группы «Дервиши».[15]
- Бакиев, Мунлук (1932—1986) — уйгурский советский писатель, член Союза писателей СССР.
- Хаджиев, Анвар Хаджиевич (1957—2009) — известный казахстанский ученый-правовед, доктор юридических наук, профессор, видный общественный деятель, яркий представитель уйгурской интеллигенции.
- Адаутов, Аркин Юсупович — доктор военных наук, ветеран ПС КНБ РК, почётный пограничник.

## СМИ
На уйгурском языке существует с 2019 года телеканал Кадам и республиканская газета «Уйғур авази» (с 1957 года).